# 弗兰克·哈勒
弗兰克·哈勒（英語：Frank Haller，1883年1月6日—1939年4月30日），生于旧金山，美国男子拳击运动员。他曾代表美国参加1904年夏季奥林匹克运动会拳击比赛，获得男子125磅级银牌。